# Nuran David Calis
Pour les articles homonymes, voir Calis.
Nuran David Calis, né à Bielefeld en 1976, est un scénariste, réalisateur, acteur et producteur allemand d'origine judéo-turco-arménienne.

## Filmographie partielle

### Comme réalisateur

#### Au cinéma
- 2008 : Meine Mutter, mein Bruder und ich! (Ma mère, mon frère et moi)
- 2015 : Revolution Now!

#### À la télévision
- 2009 : L'Éveil du printemps (Frühlings Erwachen - téléfilm)
- 2013 : Woyzeck

## Récompenses et distinctions

### Nominations
- 2010 : Festival du film de télévision de Baden-Baden (de), prix du public 3Sat pour Frühlings Erwachen (2009)
- 2014 : Prix Adolf Grimme, catégorie fiction pour Woyzeck (2013)
- 2014 : Festival du film "Turkey-Germany" de Nuremberg, prix du meilleur film pour Woyzeck (2013)